# Chrysochroa (Chrysochroa)

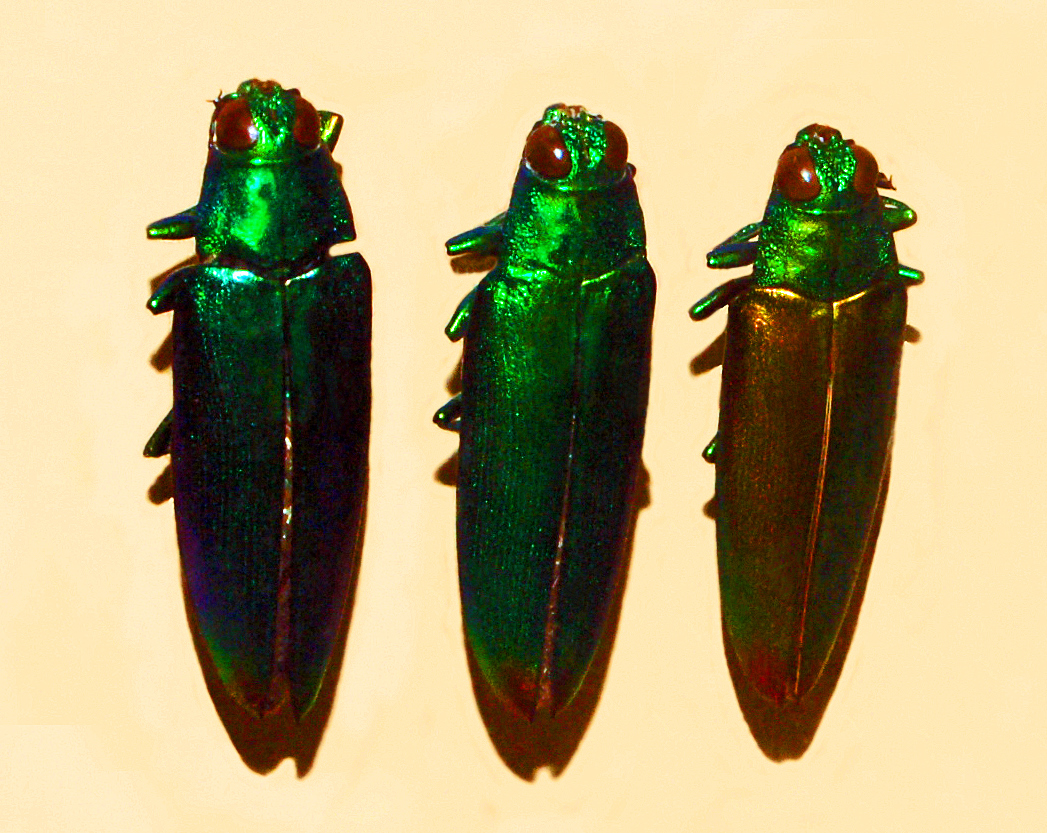
Chrysochroa fulminans

Chrysochroa (Chrysochroa) lub Chrysochroa sensu stricto – podrodzaj chrząszczy z rodziny bogatkowatych, podrodziny Chrysochroinae, plemienia Chrysochroini i rodzaju Chrysochroa.

## Taksonomia
Podrodzaj typowy rodzaju Chrysochroa. Jego gatunkiem typowym, podobnie jak rodzaju, jest Buprestis fulminans.

## Występowanie
Gatunki z tego podrodzaju występują w krainie orientalnej, Japonii i Korei.

## Systematyka
Opisano dotąd 22 gatunki z tego podrodzaju:
- Chrysochroa alternans Waterhouse, 1888
- Chrysochroa andamanensis Saunders, 1867
- Chrysochroa aurotibialis Deyrolle, 1864
- Chrysochroa baudoni Descarpentries, 1963
- Chrysochroa browni Saunders, 1872
- Chrysochroa coreana Han et alii, 2012
- Chrysochroa fallaciosa Théry, 1923
- Chrysochroa fulgidissima (Schönherr, 1817)
- Chrysochroa fulminans (Fabricius, 1787)
- Chrysochroa ignita (Linnaeus, 1758)
- Chrysochroa intermedia Lander, 1992
- Chrysochroa ixora Gory, 1840
- Chrysochroa landeri Hołyński, 2009
- Chrysochroa parryi Saunders, 1867
- Chrysochroa pseudofulgidissima Han et alii, 2012
- Chrysochroa purpureiventris Deyrolle, 1864
- Chrysochroa rajah Gory, 1840
- Chrysochroa semperi Saunders, 1874
- Chrysochroa unidentata (Fabricius, 1775)
- Chrysochroa wallacei Deyrolle, 1864
- Chrysochroa waterstradti Théry, 1923
- Chrysochroa weyersii Deyrolle, 1864